# Alma Lavenson
Alma Ruth Lavenson (San Francisco, 20 maggio 1897 – Piedmont, 19 settembre 1989) è stata una fotografa statunitense.
È stata una figura chiave nella fotografia americana della prima metà del XX secolo. Ha lavorato assieme a Ansel Adams, Imogen Cunningham, Edward Weston e altri maestri della fotografia dell'epoca.

## Biografia
Figlia di un commerciante, Lavenson decide di diventare una fotografa dopo essersi iscritta alla University of California, Berkeley, nel 1915. Le sue prime foto sono scatti della sua famiglia e amici effettuati con una piccola Kodak. Impara a stampare e sviluppare i negativi osservando un tecnico in un negozio di Oakland nei primi anni 20. La sua prima fotografia pubblicata, un'immagine di Zion Canyon intitolata "The Light Beyond", appare sulla copertina di Photo-Era magazine del dicembre 1927. Nei suoi primi lavori si concentra sulle forme geometriche delle strutture e della loro posizione nel panorama. Espone spesso nei saloni fotografici e diventa membro dell'influente Pictorial Photographers of America.
Nel 1930 viene presentata ad Adams, Cunningham e Weston dal collezionista d'arte Albert Bender. Due anni dopo viene invitata a partecipare alla famosa mostra Group f/64 al M.H. de Young Memorial Museum, nonostante non sia chiaro se sia da considerarsi un "membro" del Gruppo f/64. Il manifesto della mostra elenca sette fotografi nel Gruppo f/64 e dice "Di tanto in tanto viene chiesto ad altri fotografi di esibire i loro lavori col Gruppo f/64. Quelli invitati a una prima esibizione sono: Preston Holder, Consuelo Kanaga, Alma Lavenson, Brett Weston."  Ad ogni modo, nel 1934 il gruppo scrive una nota sulla rivista Camera Craft che dice "Il gruppo F:64 include fra i suoi membri persone molto note come Edward Weston, Ansel Adams, Willard Van Dyke, John Paul Edwards, Imogene [sic] Cunningham, Consuela [sic] Kanaga e diversi altri." Lavenson non è menzionata in questa nota, ma il suo nome e sempre stato associato al gruppo a causa della sua presenza nella prima mostra.
Nel 1933 Lavenson scatta una serie di fotografie ad edifici abbandonati nella regione californiana di Mother Lode. Continua a documentare i resti della Corsa all'oro per più di due decenni. Le sue immagini sono ricordate sia per il loro valore artistico che per la testimonianza di un frammento di storia della California che andava scomparendo.
La sua Self-Portrait (with Hands) è stata una delle più ammirate immagini del XX secolo. Nel 1996-1997 questa fotografia è stampata su uno striscione posto sull'ingresso della mostra sulla storia delle donne fotografe nella New York Public Library. Nel 1999, l'Universitá della California ospita una grande retrospettiva delle fotografie di Lavenson e Imogen Cunningham, in cui spicca l'autoritratto di Lavenson. Questo è usato anche come copertina del libro 101 Years of California Photography (1992). Una stampa dell'autoritratto è stata venduta per più di $110,000.
Alma Lavenson è per molti aspetti una fotografa amatoriale, ma ha ispirato e influenzato generazioni di donne fotografe.